# Karakaya, Çermik
Karakaya là một xã thuộc huyện Çermik, tỉnh Diyarbakır, Thổ Nhĩ Kỳ. Dân số thời điểm năm 2008 là 243 người.